# Esther Blom
Esther Blom (Utrecht, 1948) is een Nederlands dichter, schrijver en pianopedagoog.
Blom schreef diverse dichtbundels. Marjo Tal componeerde haar liederencyclus Canzonen (1988) op teksten van Blom. De gedichten die Tal hiervoor gebruikte - over ziekte, dood, afscheid, verdriet en rouw - publiceerde Blom later in de bundel Waterlijn uit 2001. Blom schrijft in de traditie van de parlando-poëzie.
Esther Blom is een kleindochter van Nico van Suchtelen, schrijver en directeur van uitgeverij Wereldbibliotheek. Ze schreef in 1999 zijn biografie.

## Werken
- Mikroklimaat: gedichten, 1976
- Omdat een rups nog niet vliegen kan,1980
- De vlam van het menselijk denken. Nico van Suchtelen 1878–1949, 1999, biografie
- Waterlijn, 2001, poëzie[4]
- Met vingers van albast, 2005, poëzie